# لاکسین (لوئیزیانا)
لاکسین (به انگلیسی: Lacassine) شهری در ایالت لوئیزیانا کشور ایالات متحده آمریکا است که جمعیت آن در سرشماری سال ۲۰۱۰ میلادی، ۴۸۰ نفر بوده‌است.